# Anthrenoides politus
Anthrenoides politus är en biart som beskrevs av Urban 2005. Anthrenoides politus ingår i släktet Anthrenoides och familjen grävbin. Inga underarter finns listade i Catalogue of Life.